# Denis Barth
Denis Barth (Aken, 17 januari 1974) is een Belgisch politicus van de CSP.

## Levensloop
Barth werd beroepshalve advocaat.
Voor de CSP werd hij gemeenteraadslid van Kelmis en van 2007 tot 2012 was hij schepen van de gemeente. In Kelmis werd hij tevens de voorzitter van de plaatselijke CSP-afdeling.
Tevens was hij van 2009 tot 2012 provincieraadslid van Luik en raadgevend lid van het Parlement van de Duitstalige Gemeenschap.